# Kruma

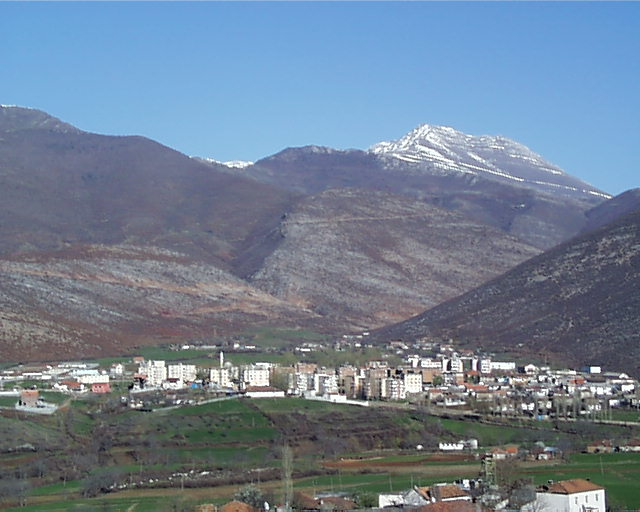
Kruma mit den Bergen östlich der Stadt

Kruma (albanisch auch Krumë) ist der Hauptort der Gemeinde Has in Nordalbanien. Kruma und die umliegenden Dörfer bilden eine Njësia administrative (Verwaltungseinheit) der Gemeinde mit 4814 Einwohnern (Volkszählung 2023).
Kruma liegt auf rund 430 m ü. A. am Nordwesthang der Bjeshka e Krumës, die gleich beim Ortsrand steil aufsteigt und in der Maja e Gjytezës wenige Kilometer südlich von Kruma eine Höhe von 1435 m ü. A. erreicht. Gleich am Ortsrand entspringt dem Berg eine wasserreiche Quelle, die den Ort mit Frischwasser versorgt und aus der der Kruma-Fluss entspringt, der einige Kilometer weiter westlich in den Fierza-Stausee (ca. 295 m ü. A.) mündet.
Kruma ist über eine asphaltierte Straße mit dem 30 Kilometer südlicher gelegenen Kukës und Bajram Curr im Norden verbunden. Der nach dem Kosovokrieg eröffnete Grenzübergang Qafa e Prushit verbindet den Ort wieder mit Gjakova in Kosovo, zu dessen Einzugsgebiet das ganze Has-Hochland bis zum Zweiten Weltkrieg gehörte. In Kruma gibt es ein Krankenhaus, eine Primar- und eine Mittelschule.
In der Umgebung von Kruma wurde bis zum Zusammenbruch des kommunistischen Regimes in Albanien reger Bergbau, vor allem Kupferabbau, betrieben. Nach der Wende 1990 konnten die Bergbaubetriebe aber nicht mehr weitergeführt werden, da sie unwirtschaftlich und veraltet waren. Infolge der daraus resultierenden Arbeitsplatzverluste kam es zu einer Landflucht – bis zum Jahr 2000 verließen rund ein Drittel bis nicht ganz die Hälfte der Bevölkerung den Kreis Has.
Die Einwohnerzahl von Kruma betrug im Jahr 2011 noch 6006 Einwohner. Die Hälfte der Einwohner der alten Gemeinde lebte in der Stadt Kruma, während sich der Rest auf die Dörfer Çahan, Gajrep, Fshat Kruma, Mujaj, Plani Patës und Zahrisht verteilte; heute leben im Ort Kruma vielleicht ein Viertel der Bevölkerung der Gemeinde Has.

## Söhne und Töchter der Stadt
- Gazmend Zajmi (1936–1995), Politiker